# Dana Winner
Dana Winner, som er kunstnernavn for Chantal Vanlee (født 10. februar 1965 i Hasselt, Belgien), er en belgisk sanger. Hun er bedst kendt i sit hjemland og i Nederlandene, men har efterhånden fået et større publikum i resten af den vestlige verden.

## Biografi
I 1990 udsendte hun sin debutsingle "Op het dak van de wereld", som var en cover version af The Carpenters' "Top of the World" fra 1973. I 1993 havde hun et hit med "Woordenloos" (Hollandsk for "Uden Ord"), og i 1995 slog hun for alvor sit navn fast med sin hit-single "Westenwind", der røg til top på de belgiske og hollandske hitlister. Dette var en coverversion af "One Way Wind", der oprindeligt var et hit for The Cats. 
Efter sit lokale gennembrud fik Dana Winner stor succes i Tyskland og Sydafrika. I slutningen af 1990'erne begyndte hun efterhånden at synge på engelsk og i perioden 2000 – 2006 indsang hun udelukkende engelsksprogede sange.

## Links
- Hjemmeside for Dana Winner